# 国内神名帳
国内神名帳（こくないじんみょうちょう）とは、神祇官が作成した神名帳に対して、諸国において国司が作成した管国の神社とその神名・神階を記した神名帳のこと。神社帳とも。

## 概要
『日本三代実録』によれば、貞観5年9月25日（863年11月9日）付の太政官符において、諸国に対して神社帳を作成してその写しを式部省に提出するように命じているが、本来国司の職務の1つに管国内の神社の管理と祭祀に関するものが含まれていたことから、それ以前より国内の神社の把握のために何らかの帳簿・文書が作成されていた可能性は高い。
現在、少なくても18か国の神名帳が残されており、群馬県の総社神社（旧上野国）のように国内神名帳自体が神体になっている例もある。中世には総社勧請や寺院の法会での諸神招請に利用されていたとみられている。また、現存する神名帳のほとんどが中世期の書写で、中世期における加筆・追記（特に平安時代後期に成立した総社制・一宮制の反映）が行われており、古代の神名帳そのままのものではないことに注意を必要とする。

## 現伝国内神名帳
畿内
- 『和泉国神名帳』

東海道
- 『伊勢国神名帳』 - 観音寺に伝わる勧請神名帳である『伊勢国恵日山観音寺神名帳』の一部が国内神名帳を改変したものと見られている。
- 『尾張国神名帳』
- 『参河国神名帳』
- 『駿河国神名帳』
- 『伊豆国神階帳』

東山道
- 『美濃国神名記』
- 『上野国神名帳』

北陸道
- 『若狭国神階記』
- 『越前国惣神分』
- 『加賀国神名帳』 - 石川郡のみ。

山陰道
- 『丹後国神名帳』 - 室尾谷山観音寺に伝わる勧請神名帳であるが、国内神名帳に起源を持つとされる。
- 『出雲国神名帳』
- 『隠州神名帳』

山陽道
- 『播磨国内鎮守大小明神社記』
- 『美作国一百十二社記』
- 『備前国神名帳』
- 『安芸国神名帳』

南海道
- 『紀伊国神名帳』（『国内勧請給大小諸大明神達百九十三社』）
- 『伊予国神名帳』（『国内之神名帳』）

西海道
- 『筑後国神名帳』 - 現存最古の国内神名帳。
- 『大隅国神階記』

（『対馬国神名帳』もあったらしいが所在不明）